# Batman: La Lego pel·lícula
Batman: La Lego pel·lícula (títol original: The Lego Batman Movie) és una comèdia d'animació per ordinador i aventures coproduïda als Estats Units, Austràlia i Dinamarca estrenada el 9 de febrer del 2017, spin-off de The Lego Movie. Està dirigida per Chris McKay i escrita per Seth Grahame-Smith, distribuïda per Warner Bros. Pictures i compta amb les veus protagonistes de Will Arnett, Rosario Dawson, Ralph Fiennes, Michael Cera, Zach Galifianakis i Mariah Carey. Està basada principalment en la línia de construcció de joguets LEGO i el personatge de DC Comics Batman. El film és una coproducció internacional dels Estats Units, estrenada el 10 de febrer de 2017.
Ha estat doblada al català.

## Recepció
El film va tenir molt bones crítiques. A la pàgina Rotten Tomatoes que agrega opinions de diversos llocs web té un 91% i 219 ressenyes. Al web Metacritic que reuneix crítiques de diverses fonts té una valoració de 75 sobre 100 basada en 48 crítiques. A IMDB té una valoració de 7,7 sobre 10.